# Never, Never, Land
Never, Never, Land — второй студийный альбом британского электронного проекта UNKLE, выпущенный 22 сентября 2003 года. В записи участвовали Роберт «3D» Дель Ная (Massive Attack), Джош Хомме (Queens of the Stone Age) и басист Мани (Stone Roses, Primal Scream).

## Список композиций
1. «Back and Forth» — 0:54
2. «Eye for an Eye» — 5:45
3. «In a State» — 6:59
4. «Safe in Mind (Please Get This Gun From Out My Face)» (при участии Джоша Хомме) — 6:21
5. «I Need Something Stronger» — 4:16
6. «What Are You to Me?» — 6:45
7. «Panic Attack» — 5:13
8. «Invasion» (при участии Роберта Дель Ная) — 5:15
9. «Reign» (при участии Иэна Брауна и Мани) — 5:32
10. «Glow» — 4:19
11. «Inside»- 8:20
12. «Awake the Unkind» (Japanese version bonus track) — 4:35

## Отзывы
Скотт Плейдженхоф (Scott Plagenhoef) из Pitchfork дал негативную оценку альбому: «Never Never Land одинаково далёк и от оправдания ожиданий, и от того, чтобы быть захватывающим. Это поток порой параноидальной, порой бесцельной музыки. На этот раз на там нет хоть каких-то „боевиков“ в стиле UNKLE или других попыток запасть в память, это просто скромная пластинка, которая была спокойно выпущена и (уже) тихо канула в Лету». (англ. So Never Never Land is far from being either vindicating or enthralling. It’s sometimes paranoid, sometimes aimless head music. This time, there weren’t any UNKLE action figures or other branding attempts, just a quiet record that was quietly released and has (already) quietly slipped away).
По мнению Бориса Барабанова, «альбом не получил восторгов, сравнимых с Psyence Fiction только потому, что сам метод, которым руководствуется проект UNKLE, уже был засвечен».
Алексей Еременко (Звуки.ру) отметил мультижанровость и новаторство альбома: «Трудно сказать, что это в большей степени — рок или электроника. <…> Unkle же (опять) удалось создать музыку, одновременно далекую от банальщины, интересную и эмоциональную. Прогрессивный альбом — во всех хороших смыслах этого слова».

## Музыкальные клипы
- Eye for an Eye
- Reign